# Liste des places de Minsk
Cet article présente une liste des places de la ville de Minsk.
| Nom français :                              | Nom russe :                            | Nom biélorusse :                 | Anciennement                     | Superficie | Curiosités | Image |
| ------------------------------------------- | -------------------------------------- | -------------------------------- | -------------------------------- | ---------- | --- | ----- |
| place Bangalor                              | площадь Бангалор                       | плошча Бангалор                  | площадь М. Горького              |            | Parc de l'amitié des peuples |       |
| place Bogouchevitch                         | площадь Богушевича                     | плошча Багушэвіча                | площадь Ногина                   |            | Théâtre musical d'État de la République de Biélorussie, square de Sendai |       |
| place Vaneïev                               | площадь Ванеева                        | плошча Ванеева                   |                                  |            | Université économique d'État de Biélorussie |       |
| place du 8 mars                             | площадь 8 марта                        | плошча 8 сакавіка                | Нижний рынок                     |            | Cathédrale du Saint-Esprit, église Saints-Pierre-et-Paul, Faubourg de la Trinité, Île des Larmes, mémorial aux vicitmes de la tragédie de Niamiha, station de métro Niamiha                                                                                          |       |
| place Zaporogue                             | Запорожская площадь                    | Запарожская плошча               |                                  |            | |       |
| place Kalinine                              | площадь Калинина                       | плошча Калініна                  |                                  |            | Statue de Mikhaïl Kalinine, Jardin botanique central, Parc des Tcheliouskintsy, station de métro Parc des Tcheliouskintsy |       |
| place Kazinets                              | площадь Казинца                        | плошча Казінца                   |                                  |            | |       |
| place Miasnikov                             | площадь Мясникова                      | плошча Мяснікова                 |                                  |            | |       |
| place de l'Indépendance                     | площадь Независимости                  | плошча Незалежнасці              | площадь Ленина                   | 70 000 m2  | Statue de Lénine, église Saint-Siméon-et-Sainte-Hélène, Maison du gouvernement, Université d'État de Biélorussie, Université pédagogique d'État de Biélorussie, hôtel Minsk, centre commercial souterrain Stolitsa, Poste centrale, station de métro Place de Lénine |       |
| place des Nations unies                     | площадь Объединённых Наций             | плошча Аб’яднаных Нацый          |                                  |            | Salle de concert Minsk, stade Dinamo, station de métro 1er mai |       |
| place d'Octobre                             | Октябрьская площадь                    | Кастрычніцкая плошча             | Центральная площадь              |            | Palais de la République, palais de la Culture des syndicats, inscription Kilomètre zéro, Square central, Maison centrale des Officiers, résidence du Président de la République de Biélorussie, théâtre Ianka Koupala, stations de métro Octobre et Koupala          |       |
| place de la Commune de Paris                | площадь Парижской коммуны              | плошча Парыжскай камуны          | Троицкий рынок, Троицкая площадь |            | Statue de Maxime Bahdanovitch, Théâtre national d'opéra et de ballet, Faubourg de la Trinité, centre d'expositions BelExpo, École militaire Souvorov |       |
| place de la Victoire                        | площадь Победы                         | плошча Перамогі                  | Круглая площадь                  | 39 375 m2  | Monument de la Victoire, Parc Maxime Gorki, maison-musée du Premier congrès du Parti ouvrier social-démocrate de Russie, station de métro Place de la Victoire |       |
| place de la Gare                            | Привокзальная площадь                  | Прывакзальная плошча             | площадь 25 октября               | 48 000 m2  | Gare ferroviaire de Minsk, gare autoroutière centrale, Portes de Minsk, station de métro Place de Lénine |       |
| place de la Liberté                         | площадь Свободы                        | плошча Свабоды                   | Верхний рынок, Соборная площадь  |            | Hôtel de ville, cathédrale Sainte-Marie, monastère des Bernardins, hôtel Europe |       |
| place du Jubilée                            | Юбилейная площадь                      | Юбілейная плошча                 |                                  |            | Cinéma Bélarus, station de métro Frounze |       |
| place Iakoub Kolas                          | площадь Якуба Коласа                   | плошча Якуба Коласа              | Комаровская площадь              | 52 000 m2  | Statue de Iakoub Kolas, Philharmonie d'État de Biélorussie, magasin universel central, station de métro Iakoub Kolas |       |
| place du drapeau et des armoiries de l'État | площадь Государственного флага и герба | плошча Дзяржаўнага сцяга і герба |                                  |            | Centre d'exposition BelExpo |       |